# Adelskalender (Eisschnelllauf)
Der Adelskalender ist eine Rangliste von Eisschnellläufern mit ihren persönlichen Bestzeiten in ihrer Laufbahn über 500, 1500, 5000 und 10.000 Meter bei den Männern und 500, 1500, 3000 und 5000 Meter bei den Frauen.

## Berechnung und Einordnung
Die Zeiten der einzelnen Strecken werden in 500-Meter-Durchschnittszeiten umgerechnet und auf drei Stellen abgeschnitten. Danach werden die Zahlen addiert. Das Konzept und der Begriff des Adelskalenders stammen aus Norwegen.
Das folgende Beispiel zeigt, wie die Punkte für Shani Davis berechnet wurden:
| Strecke   | Persönliche Bestzeit    | 500-m-Durchschnitt           |
| --------- | ----------------------- | ---------------------------- |
| 500 m:    | 34,78 s                 | 34,78 / 10 = 034,780 Punkte  |
| 1500 m:   | 1:41,04 min = 101,04 s  | 101,04 / 30 = 033,680 Punkte |
| 5000 m:   | 6:10,49 min = 370,49 s  | 370,49 / 10 = 037,049 Punkte |
| 10.000 m: | 13:05,94 min = 785,94 s | 785,94 / 20 = 039,297 Punkte |
| Gesamt:   |                         | 144,806 Punkte               |

Auch wenn der Adelskalender als das am weitesten verbreitete System gilt, um eine ewige Weltbestenliste im Eisschnelllauf zu erstellen, werden die Klassements sowohl bei den Männern als auch bei den Frauen von Athleten geprägt, die im 21. Jahrhundert aktiv waren. Technische Fortschritte und Innovationen wie die Einführung von Klappschlittschuhen verhindern eine Vergleichbarkeit von persönlichen Bestleistungen aus verschiedenen historischen Perioden.

## Männer
Stand: 9. Dezember 2023
| Pos | Name                  | Land               | 500 m | 1500 m  | 5000 m  | 10.000 m | Gesamt  |
| --- | --------------------- | ------------------ | ----- | ------- | ------- | -------- | ------- |
| 1   | Patrick Roest         | Niederlande        | 35,74 | 1:42,56 | 6:03,70 | 12:35,20 | 144,056 |
| 2   | Shani Davis           | Vereinigte Staaten | 34,78 | 1:41,04 | 6:10,49 | 13:05,94 | 144,806 |
| 3   | Sven Kramer           | Niederlande        | 36,17 | 1:43,54 | 6:03,32 | 12:38,89 | 144,959 |
| 4   | Chad Hedrick          | Vereinigte Staaten | 35,52 | 1:42,14 | 6:09,68 | 12:55,11 | 145,289 |
| 5   | Sverre Lunde Pedersen | Norwegen           | 35,85 | 1:42,39 | 6:07,16 | 12:56,91 | 145,541 |
| 6   | Håvard Bøkko          | Norwegen           | 35,75 | 1:42,67 | 6:09,94 | 12:53,89 | 145,661 |
| 7   | Ted-Jan Bloemen       | Kanada             | 36,87 | 1:44,91 | 6:01,86 | 12:33,75 | 145,713 |
| 8   | Denis Juskow          | Russland           | 35,42 | 1:41,02 | 6:11,79 | 13:12,49 | 145,896 |
| 9   | Koen Verweij          | Niederlande        | 35,64 | 1:41,63 | 6:09,51 | 13:08,97 | 145,915 |
| 10  | Iwan Skobrew          | Russland           | 35,90 | 1:42,94 | 6:08,77 | 12:58,36 | 146,008 |

## Frauen
Stand: 9. Dezember 2023
| Pos | Name                      | Land        | 500 m | 1500 m  | 3000 m  | 5000 m  | Gesamt  |
| --- | ------------------------- | ----------- | ----- | ------- | ------- | ------- | ------- |
| 1   | Cindy Klassen             | Kanada      | 37,51 | 1:51,79 | 3:53,34 | 6:48,97 | 154,560 |
| 2   | Miho Takagi               | Japan       | 37,12 | 1:49,83 | 3:55,45 | 7:00,08 | 154,979 |
| 3   | Irene Schouten            | Niederlande | 39,24 | 1:52,12 | 3:52,89 | 6:41,25 | 155,553 |
| 4   | Martina Sáblíková         | Tschechien  | 39,23 | 1:53,44 | 3:52,02 | 6:41,18 | 155,831 |
| 5   | Ivanie Blondin            | Kanada      | 38,51 | 1:51,76 | 3:56,88 | 6:48,98 | 156,141 |
| 6   | Ireen Wüst                | Niederlande | 38,44 | 1:50,70 | 3:58,01 | 6:54,28 | 156,436 |
| 7   | Antoinette Rijpma-de Jong | Niederlande | 38,38 | 1:51,72 | 3:55,19 | 6:56,26 | 156,444 |
| 8   | Francesca Lollobrigida    | Italien     | 39,06 | 1:52,23 | 3:54,43 | 6:51,76 | 156,717 |
| 9   | Ragne Wiklund             | Norwegen    | 39,59 | 1:52,47 | 3:55,51 | 6:46,15 | 156,946 |
| 10  | Anni Friesinger-Postma    | Deutschland | 37,77 | 1:53,09 | 3:58,52 | 6:58,39 | 157,058 |